# John Ryan Murphy
John Ryan Murphy (né le 13 mai 1991 à Bradenton, Floride, États-Unis), parfois appelé J. R. Murphy, est un receveur des Diamondbacks de l'Arizona de la Ligue majeure de baseball.

## Carrière

### Yankees de New York
John Ryan Murphy est un choix de deuxième ronde des Yankees de New York en 2009. Il tourne le dos à une bourse de l'Université de Miami et signe avec les Yankees un contrat assujetti d'un boni à la signature de plus d'un million de dollars.
Après avoir commencé l'année 2013 au niveau Double-A des ligues mineures avec le Thunder de Trenton, il gradue en cours de saison dans le Triple-A avec les RailRiders de Scranton/Wilkes-Barre. Il fait ensuite ses débuts dans le baseball majeur le 2 septembre 2013 avec les Yankees de New York et dispute 16 de leurs matchs en fin d'année. À son premier match joué, il est employé comme frappeur suppléant et réussit son premier coup sûr dans les majeures, aux dépens du lanceur David Purcey, des White Sox de Chicago.
Il réussit son premier circuit au plus haut niveau le 26 avril 2014 face au lanceur Hector Santiago des Angels de Los Angeles.
De 2013 à 2015, Murphy dispute 115 matchs des Yankees et frappe pour ,267 de moyenne au bâton avec 4 circuits et 24 points produits.

### Twins du Minnesota
Le 11 novembre 2015, les Yankees échangent Murphy aux Twins du Minnesota contre le voltigeur Aaron Hicks. Murphy joue 26 matchs des Twins en 2016 et demeure en ligues mineures en 2017.

### Diamondbacks de l'Arizona
Le 27 juillet 2017, Minnesota échange Murphy aux Diamondbacks de l'Arizona pour le lanceur gaucher des ligues mineures Gabriel Moya.